# Early Rivers
Early Rivers is een cultivar van de zoete kers.

## Beschrijving
De variëteit is ook bekend onder de namen Engelse kers en blinkaars (beide Waasland), Franse vroege (Belgisch Limburg) en Lindekers (streek rond Sleidinge en Landegem). Ze werd voor het eerst gewonnen door de Engelse boomkweker Thomas Rivers uit Sawbridgeworth uit het ras Early Purple Gean in 1869. 
Het is een vroege rode vleeskers die niet zelfbestuivend is. Ze wordt vaak in combinatie met Hedelfinger en Burlat geplant. 